# Ристо Лазаров
Ристо Лазаров (на македонска литературна норма: Ристо Лазаров) е поет, критик, публицист и преводач от Северна Македония.

## Биография
Роден е на 3 октомври 1949 година в Щип, Югославия. Завършва югославска книжовност с македонски език във Филологическия факултет на Скопския университет. Дългогодишен новинар в множество редакции, включително и в агенцията ТАНЮГ. Директор и главен редактор на телевизия Телма. Член е на Дружеството на писателите на Македония от 1972 година, а също така е член и на Македонския ПЕН център.

## Творчество
Стихосбирки
- Ноќна птица во паркот (1972),
- Јана (1980),
- Грозен кикот (1982),
- Капки кисела вистина (1985),
- Лето преку океанот (1988),
- Горјан во Дојран (поезия за деца, 1988),
- Одрони (избрана поезия, 1988),
- Точка на вриење (1990),
- Од Битола појдов (поезия за деца, 1990),
- Одвајнадежна (1993),
- Силјан штркот уште еднаш ја облетува Македонија (1995),
- Историа болезни (1996),
- Јаве (1996),
- Хераклеа (1999),
- Колумбо (2000),
- Тројца за преферанс (2001),
- Одмолчена (2003),
- Ненадејна (2005),
- Чехопек (2006, 2007),
- Среде (2008).

Превеждан е на английски, руски, чешки, сръбски, словенски, албански и адаптиран на книжовен български език. Носител е на наградите „Млад борец“, „8 ноември“, „13 ноември“, „Празник на липите“, „Ацо Шопов“, „Кръсте П. Мисирков“ и „Мито Хадживасилев Ясмин“, на Ордена на труда със златен венец и на наградата „11 октомври“ за 2018 година.